# 加藤周一
加藤 周一（かとう しゅういち、1919年〈大正8年〉9月19日 - 2008年〈平成20年〉12月5日）は、日本の評論家、小説家。医学博士（専門は内科学、血液学）。
上智大学教授、イェール大学講師、ブラウン大学講師、ベルリン自由大学およびミュンヘン大学客員教授、コレージュ・ド・フランス招聘教授、ブリティッシュコロンビア大学教授、立命館大学国際関係学部客員教授、立命館大学国際平和ミュージアム館長などを歴任。哲学者の鶴見俊輔、作家の大江健三郎らと結成した「九条の会」の呼びかけ人。妻は評論家･翻訳家の矢島翠。岩村清一海軍中将は大叔父。函館湾海戦で知られる増田明道は曽祖父。

## 生涯

### 医学から文学へ
東京府豊多摩郡渋谷町金王町（現在の東京都渋谷区渋谷）出身。父は埼玉県の地主の次男。渋谷町立常磐松尋常小学校（現・渋谷区立常磐松小学校）から東京府立一中（現・東京都立日比谷高等学校）、旧制第一高等学校理科乙類（現・東京大学教養学部）を経て東京帝国大学医学部に進学。幼少期より日本の古典語及び漢文に親しみ、高等学校では英語とドイツ語を学び、大学時代にはフランス語とラテン語を学んだ。1943年に東京帝国大学医学部を繰り上げ卒業、東京帝国大学医学部附属医院（現在の東京大学医学部附属病院）に配属される。
また、学生時代から文学に関心を寄せ、在学中に中村真一郎・福永武彦らと「マチネ・ポエティク」を結成。その一員として韻律を持った日本語詩を発表し、特に「さくら横ちょう」は、中田喜直と別宮貞雄、神戸孝夫が曲を付けたことで有名になった。
小説や文芸評論を執筆するかたわら新定型詩運動を進める。『羊の歌』によれば、1941年12月8日の日米開戦の夜は、文楽を観劇した。肋膜炎のため徴兵猶予となる。

### 原爆調査団
日本の敗戦直後、日米原子爆弾影響合同調査団の一員として被爆の実態調査のために広島に赴き原爆の被害を実際に見聞している。この終戦前後に、作家の堀辰雄の主治医となっていた。1946年5月30日、最初の結婚をした。

### フランス留学から評論活動
1947年、中村真一郎・福永武彦との共著『一九四六・文学的考察』を発表し注目される。また同年、『近代文学』の同人となる。1951年からはフランス政府給費留学生としてフランスに渡り、パリ大学などで血液学研究に従事する一方、日本の雑誌や新聞に文明批評や文芸評論を発表。帰国後「日本文化の雑種性」などの評論を発表し、1956年にはそれらの成果を『雑種文化』にまとめて刊行した。雑種文化論は、日本文化に対する問題提起として大きな議論を呼んだ。1958年に医業を廃し、以後評論家として独立した。
加藤は、荒正人らの『近代文学』、つぎに花田清輝らの『綜合文化』、そして中野重治らの『新日本文学』などを拠り所に精力的な文筆活動を展開し、レジスタンス文学に関心を持つ一方で、ポール・ヴァレリーに関して、「私には、その詩人の運命が地上の一帝国の運命よりも重大に思われた」（『現代フランス文学論』）と述べ、その生涯を特徴付ける文芸と政治への関心を披瀝していた。

### 『世界大百科事典』の編纂
1960年の安保闘争においては、改定反対の立場から積極的に発言した。1960年秋、カナダのブリティッシュコロンビア大学に招聘され、日本の古典の講義をおこなった。これは1975年に『日本文学史序説』としてまとめられている。以後、国内外の大学で教鞭をとりながら執筆活動を続け、とりわけ『読書術』や『羊の歌』などが話題を呼んだ。また、1984年版『大百科事典』（平凡社）の編集長をつとめ、これをもとにした1988年版『世界大百科事典』の編集長をもつとめ、その「富岡鉄斎」「日本」「日本文学」「林達夫」「批評」の項目を執筆した。1979年より「朝日新聞」夕刊に「山中人閒話」を連載、1984年に「夕陽妄語」と改題して2008年7月まで連載していた。1988年から1996年の間、東京都立中央図書館長も務めた。

### カトリックの洗礼
2008年12月5日、多臓器不全のため東京都世田谷区の病院で死去した。89歳。同年夏、加藤は上野毛教会でカトリックの洗礼を受けた（洗礼名はルカ）。雙葉高等女学校出身である母や妹もカトリック教徒であり、1948年に書かれた「ボードレールに関する講義草稿」以来、加藤の「カトリシスムへの関心は並々ならぬものがあり、それは生涯続いていた」 とする海老坂武がこの受洗を岩下壮一や吉満義彦らが日本に紹介した新トマス主義への関心からではないかと推測している。また、40年来の親交があった鷲巣力も「超越的存在としての神」に「ずっと関心を抱いていた」加藤の受洗は意外ではないとしている 。

## 読書術
通勤電車での読書術について、「混雑する通勤電車の中では、ページをめくらなくてもいい本を選択」「電車に乗る時には手に1冊だけ」「受験生なら英単語集、社会人なら他の外国語テキスト」「フランス語ならば動詞の変化表を持って暗唱」と述べている。

## 受賞歴
1980年に『日本文学史序説』上・下で大佛次郎賞、1993年に朝日賞、2000年にその長年の文化功労に対してフランス政府からレジオンドヌール勲章（オフィシエ賞）を授与される。

## 著書
- 『文学と現実』中央公論社、1948年
- 『現代フランス文学論 第1』銀杏書房、1948年
- 『道化師の朝の歌』（小説・戯曲）河出書房、1948年
- 『ある晴れた日に』（小説）月曜書房、1950年、のち河出文庫。新編・岩波現代文庫、2009年
- 『文学とは何か』 角川書店・角川新書、1950年。新編・角川選書、1971年。角川ソフィア文庫、2014年
- 『抵抗の文学』 岩波新書、1951年
- 『美しい日本』角川書店、1951年
- 『現代詩人論』アテネ新書　弘文堂、1951年
- 『戦後のフランス』未來社、1952年
- 『ある旅行者の思想　西洋見物始末記』角川新書、1955年
- 『運命』（小説）講談社、1956年
- 『雑種文化―日本の小さな希望』ミリオンブックス　講談社、1956年。のち講談社文庫ほか
- 『知られざる日本―町と庭と精神と』現代教養文庫・社会思想研究会出版部、1957年
- 『政治と文学』 平凡社、1958年
- 『西洋讃美』社会思想社現代教養文庫、1958年、復刊1993年
- 『神幸祭』（小説）講談社、1959年
- 『現代ヨーロッパの精神』岩波書店、1959年。のち岩波同時代ライブラリー、岩波現代文庫、2010年
- 『ウズベック・クロアチア・ケララ紀行』岩波新書、1959年
- 『東京日記―外国の友へ』朝日新聞社、1960年
- 『二つの極の間で』弘文堂、1960年
- 『頭の回転をよくする読書術』光文社カッパ・ブックス、1962年。のち同時代ライブラリー、岩波現代文庫、2000年
- 『世界漫遊記』毎日新聞社、1964年。のち講談社学術文庫
- 『海辺の町にて―仮説と意見』文藝春秋新社、1964年
- 『三題噺』（歴史小説）筑摩書房、1965年。新編・ちくま文庫、2010年
- 『芸術論集』岩波書店、1967年
- 『羊の歌―わが回想』正・続、岩波新書、1968年
『朝日ジャーナル』に1966年11月から1967年4月まで連載された自伝で、友人原田義人も回想。
- 『言葉と戦車』筑摩書房、1969年
- 『日本の内と外』文藝春秋<人と思想>、1969年
- 『詩および詩人』弘文堂<アテネ新書>、1971年
- 『中国往還』中央公論社、1972年
- 『称心独語』新潮社、1972年
- 『幻想薔薇都市　まぼろしのばらのまちにて』（小説）新潮社、1973年。新編・岩波書店、1994年
- 『日本文学史序説』上・下、筑摩書房、1975年-1980年。ちくま学芸文庫、1999年
- 『加藤周一詩集』湯川書房、1976年3月。改編新版『薔薇譜』（詩歌・俳句集）湯川書房、1976年12月
- 『日本人とは何か』講談社学術文庫、1976年
- 『現在のなかの歴史』新潮社、1976年
- 『言葉と人間』朝日新聞社、1977年。のち朝日選書
- 『山中人閒話』福武書店、1983年。のち朝日選書
- 『夕陽妄語』朝日新聞社 全8巻、1984年-2007年。新編・ちくま文庫 全3巻、2016年
- 『絵のなかの女たち』南窓社、1985年、平凡社、1988年
- 『人類の知的遺産77 サルトル』講談社、1984年
- 『梁塵秘抄』岩波書店「古典を読む」、1986年
- 『富永仲基[13]異聞 消えた版木』かもがわ出版、1998年
- 『加藤周一講演集』かもがわ出版（全4巻）、1996-2009年
- 『私にとっての20世紀』岩波書店、2000年。新編・岩波現代文庫、2009年
- 『小さな花』かもがわ出版、2003年
- 『高原好日―20世紀の思い出から』信濃毎日新聞社、2004年。ちくま文庫、2009年
- 『二十世紀の自画像』ちくま新書、2005年
- 『「日本文学史序説」補講』かもがわ出版、2006年。ちくま学芸文庫、2012年
- 『日本文化における時間と空間』岩波書店、2007年
- 『言葉と戦車を見すえて　加藤周一が考えつづけてきたこと』ちくま学芸文庫、2009年。小森陽一・成田龍一編
- 『加藤周一が書いた加藤周一　91の「あとがき」と11の「まえがき」』平凡社、2009年。鷲巣力編
- 『『羊の歌』余聞』ちくま文庫、2011年。鷲巣力編
- 『加藤周一最終講義』かもがわ出版、2013年
- 『称えることば 悼むことば　加藤周一推薦文・追悼文集』西田書店、2019年。鷲巣力編

### 作品集
- 『加藤周一著作集』平凡社、1979年-1980年、1997年、2010年。以下は各・鷲巣力編
第1期は 15巻別巻1。追加刊行し全24巻。別巻「真面目な冗談」は再版なし
- 『加藤周一セレクション』平凡社ライブラリー（全5巻）、2003年
- 『加藤周一自選集』岩波書店（全10巻）、2010年

### ブックレット
- 『学ぶこと　思うこと』岩波ブックレット、2003年
- 『吉田松陰と現代』かもがわブックレット、2005年
- 『私たちの希望はどこにあるか 今、なすべきこと』かもがわブックレット、2004年
- 『加藤周一戦後を語る 加藤周一講演集　別巻』かもがわ出版、2009年。集成
- 『いま考えなければならないこと 原発と震災後をみすえて』岩波ブックレット、2012年。凡人会編。ほか多数

### 共著
- 『1946・文学的考察』中村真一郎、福永武彦、真善美社、1947年。新編・冨山房百科文庫、講談社文芸文庫
- 『日本人の死生観』上・下、M・ライシュ、ロバート・J・リフトン、岩波新書、1977年。下巻に三島由紀夫論
- 『中国とつきあう法』桑原武夫、潮出版社、1978年
- 『戦後の日本 転換期を迎えて 国際シンポジウム』 ロナルド・ドーア、講談社現代新書 1978年
- 『日本文化のかくれた形』丸山眞男、木下順二、武田清子、岩波書店、1984年。のち同時代ライブラリー、岩波現代文庫、2004年
- 『ヨーロッパ・二つの窓 トレドとヴェネツィア』堀田善衛、リブロポート 1986年。朝日文庫、1997年
- 『居酒屋の加藤周一』かもがわ出版（1・2）、1991-1993年、新編2009年。白沙会編
- 『現代韓国事情』小田実、滝沢秀樹、かもがわ出版、1995年
- 『時代を読む―「民族」「人権」の再考』樋口陽一、小学館、1997年。岩波現代文庫、2014年
- 『同時代人 丸山眞男を語る』日高六郎、世織書房、1998年
- 『翻訳と日本の近代』丸山眞男、岩波新書、1998年
- 『「戦争と知識人」を読む　戦後日本思想の原点』青木書店、1999年。凡人会と
- 『河上肇』井上ひさし、杉原四郎、一海知義 かもがわ出版、2000年
- 『二〇世紀から』鶴見俊輔 潮出版社、2001年
- 『暴力の連鎖を超えて－同時テロ、報復戦争、そして私たち』岩波ブックレット、2002年 共著
- 『テロリズムと日常性　「9・11」と「世なおし」68年』青木書店、2002年。凡人会と
- 『日本その心とかたち』ジブリlibrary：スタジオジブリ（徳間書店）、2005年。平凡社（全10巻）、1988年の新編
- 『教養の再生のために　危機の時代の想像力』 ノーマ・フィールド、徐京植、影書房、2005年
- 『漢字・漢語・漢詩―雑談・対談・歓談』一海知義、かもがわ出版、2005年
- 『後藤田正晴 語り遺したいこと』国正武重・インタビュー解説、岩波ブックレット、2005年
- 『ひとりでいいんです─加藤周一の遺した言葉』講談社、2011年。凡人会と

### 翻訳
- ジャン・ヴェルコール『海の沈黙・星への歩み』（河野与一共訳、岩波書店、1951年／岩波文庫、1979年）
- サルトル『全集 第9巻 文学とは何か　シチュアシオンⅡ』（白井健三郎共訳、人文書院、改訂版1960年）

### 対談集
- 『歴史・科学・現代』（対談・鼎談）平凡社、1973年。新編『歴史・科学・現代 加藤周一対談集』ちくま学芸文庫、2010年
- 『加藤周一と 仕事いきいき女たち』平凡社、1986年
- 『加藤周一対話集』（全6巻） かもがわ出版、2000-2008年
- 『加藤周一対話集　別巻　過客問答』かもがわ出版、2001年

## 映画
- 『しかし それだけではない。加藤周一 幽霊と語る』、2010年、ドキュメンタリー作品出演

## テレビ番組
- ETV8『加藤周一テレビ対談 現代を凝視する』4回、教育テレビ、1986年8月
- 教育テレビスペシャル『日本 その心とかたち』10回、教育テレビ、1987年11月-1988年3月
- NHK人間大学『鴎外・茂吉・杢太郎』12回、教育テレビ、1995年1-3月
- ETV特集（教育テレビ→Eテレ）
  - 『加藤周一・歴史としての20世紀を語る』4回、2000年3月
  - 『加藤周一 1968年を語る〜“言葉と戦車”ふたたび〜』2008年12月14日
  - 『加藤周一 その青春と戦争』2016年8月13日

### 関連人物
- 中村真一郎
- 福永武彦
- 渡辺一夫
- 中野好夫
- 石川淳
- 林達夫
- 小島信夫
- 堀田善衛
- 池田満寿夫
- 久野収
- 木下順二
- 日高六郎
- 丸山眞男
- 鶴見俊輔
- 大江健三郎
- 小田実
- 海老坂武
- E・H・ノーマン